# Futbol Club Andorra
El Futbol Club Andorra es un club de fútbol andorrano con sede en Andorra la Vieja. Fundado en 1942, desde 1948 participa en el Sistema de ligas de fútbol de España. En la actualidad el equipo milita en la Segunda División.

## Historia
El FC Andorra es el club decano del fútbol andorrano. Fue fundado el 15 de octubre de 1942 en el marco de la Escola Nostra Senyora de Meritxell. Desde sus inicios está afiliado a la Real Federación Española de Fútbol, ya que no existía una Federación Andorrana de Fútbol en el momento de su fundación. Es por ello que, excepcionalmente, a petición del club, y previo consentimiento de la RFEF, de la UEFA y de la FIFA, se le permite seguir disputando la Liga española y la Copa del Rey. La Federación Andorrana de Fútbol, desde su fundación en 1994, viene exigiendo tanto al equipo como a la RFEF que depongan su actitud y que el FC Andorra se integre en el sistema de liga y de copa del país, sin éxito.
Desde 1948 hasta el año 1976 compitió en categorías regionales y en 1977 ascendió por primera vez a Tercera División. Tras tres años, en 1980 se proclamó campeón de la categoría ascendiendo a Segunda División B. En la tercera categoría de la Liga española se mantuvo durante 17 años, con un paréntesis la temporada 1986/87, que jugó en Tercera División. La temporada 1988/89 fue subcampeón de su grupo, quedándose a cinco puntos de conseguir el ascenso a Segunda División. La siguiente campaña volvió a luchar por el ascenso, aunque terminó como cuarto clasificado.
Su mayor éxito llegó en 1994 cuando se proclamó campeón de la Copa Cataluña. El Andorra superó en semifinales al FC Barcelona y derrotó al RCD Español por penaltis en la final. La alineación del campeón estuvo compuesta por: Iñaki, Manolo, Jonás, Espigulé, Raúl, Carrillo, Patri (Eugenio), Lucendo, Roberto (Molinero), Donosti (J. Martínez) y Leo.
Su mejor actuación hasta la fecha en la Copa del Rey llegaría en la temporada 1995/96, alcanzando los dieciseisavos de final tras eliminar al Palamós CF y al Getafe CF, siendo finalmente eliminado por el Celta de Vigo.
Al término de la temporada 1997/98 perdió la categoría y bajó a Tercera División. En las tres temporadas entre 2002 y 2005 encadenó tres descensos consecutivos y acabó jugando en la Primera Territorial Catalana (séptimo nivel dentro de las Ligas de fútbol de España). 
La temporada 2007/08 el club, lastrado por las deudas y una crisis institucional, estuvo al borde de la desaparición. Finalmente, el julio de 2008, Rubén Ponce asumió la presidencia en substitución de Carles Mora, aunque no pudo evitar la marcha de tres de sus principales jugadores, los internacionales Juli Sánchez, Manolo Jiménez y Óscar Sonejee, así como el técnico Eugeni Fernández.
En diciembre de 2018, la empresa Kosmos Sports, presidida por el entonces jugador del F. C. Barcelona Gerard Piqué, compra el club con la intención de hacer subir al equipo a las categorías profesionales del fútbol español. En declaraciones del propio Piqué, reconoce que el proyecto es ambicioso y que le gustaría que culminara con llevar al Andorra a Champions. En abril de 2019, el FC Andorra presentó su principal patrocinador MoraBanc; conocido como un banco de referencia en Andorra. Semanas después, al finalizar la temporada, el equipo logró el campeonato del Grupo 2 de la Primera Catalana, con lo que consiguió su ascenso a la Tercera División y la clasificación para volver a jugar la Copa del Rey 24 años después. 
El lunes 29 de julio de 2019 se confirma que el FC Andorra ocuparía el puesto del CF Reus Deportiu en Segunda División B, subiendo así dos categorías en una temporada. tras depositar los 450.022 euros exigidos por la RFEF para obtener la plaza. En la temporada del regreso a Segunda B, el equipo tuvo una buena primera mitad de ciclo, llegando a ocupar el liderato del grupo III durante algunas jornadas, sin embargo, al inicio de la segunda vuelta el club comenzó a caer en resultados y posiciones lo que llevó a que el equipo finalizara en la novena posición de su sector al momento del parón de la liga por la Covid-19, posiciones que posteriormente se harían oficiales.
Para la temporada 2020-2021, la Segunda División B fue disputada de manera diferente debido a los efectos de la pandemia de Covid-19 en el calendario, por lo que el calendario de competición se dividió en tres fases: una primera con subgrupos de 10 u 11 equipos; una segunda para determinar posiciones de play-off de ascenso a Segunda División o Primera RFEF y puestos de descenso; y una tercera etapa de play-offs de promoción a Segunda. El equipo finalizó la primera fase en tercera posición del subgrupo III-A, por lo que accedió a la fase de Segunda División junto con el Barcelona "B", Ibiza, Gimnàstic de Tarragona, Alcoyano y Villarreal "B". En la segunda fase el Andorra de nuevo finalizó en tercer lugar, por lo que accedió a los play-offs de ascenso a Segunda División. En el primer partido de eliminación, el Andorra fue eliminado por la Real Sociedad "B", sin embargo, el club consiguió una plaza en la nueva Primera División RFEF, que se convirtió en el tercer nivel del fútbol español a partir de la temporada 2021-2022.
En julio de 2021 se anunció el cambio de escudo del club, pasando a ser un círculo azul con un patrón blanco en el centro, el cual mezcla la letra A de Andorra con las montañas características del país, todo ello rodeado por los colores de la bandera nacional. De acuerdo con la directiva, el cambio se hizo para modernizar la imagen de la institución.
El 21 de mayo de 2022 el equipo se proclamó campeón del Grupo 2 de la Primera División RFEF con lo que consiguió su ascenso a la Segunda División de España, lo que se convirtió en el logro más grande de la historia del equipo hasta el momento.
En su temporada debut en la Segunda División, el equipo  tuvo pocos problemas para asentarse en la categoría, llegando incluso a ocupar posiciones de play-off de ascenso a Primera División en algunos momentos puntuales de la temporada, además de estar durante todo el año futbolístico fuera de los puestos de descenso. El club finalizó la temporada en la séptima posición con 59 puntos producto de 16 victorias, once empates y quince derrotas, aunque a 8 puntos de distancia de los puestos que hubieran permitido que el equipo disputara la promoción de ascenso.
En su segunda temporada en la Liga Hypermotion, el FC Andorra no consiguió igualar las buenas sensaciones mostradas durante el año anterior. El equipo se mantuvo durante la primera mitad de la competencia en posiciones medias bajas de la tabla, aunque fuera de los puestos de descenso. Finalmente a partir de la jornada 22 el Andorra se metió de lleno en la zona de descenso, lo que le costó el puesto a Eder Sarabia, quien fue sustituido por Ferran Costa, técnico revelación de la Segunda Federación,con la misión de buscar la salvación del Andorra. Sin embargo, aunque el equipo logró mejorar ligeramente su desempeño, el resto de rivales de la zona baja también lo hicieron, por lo que el club andorrano firmó su descenso a la tercera categoría del fútbol español a falta de una jornada para terminar la temporada.
La temporada 2024-25, la del retorno a Primera Federación, comenzó con Ferran Costa al frente del banquillo, quien tras un tropiezo en los primeros partidos logró mantener al equipo en puestos de promoción durante gran parte de la primera mitad de la competición, sin embargo, al comenzar la segunda vuelta de la temporada fue cesado debido a la pérdida de confianza entre la plantilla y el entrenador. Beto Company fue nombrado como entrenador sustituto para el resto de la temporada. Con Company el equipo fue creciendo en buenas sensaciones con el transcurrir de la temporada, hasta volver a entrar en zona de play-off en la jornada 31, terminando la fase regular en cuarta posición con 60 puntos y clasificando a la promoción de ascenso a Segunda División. En la semifinal del play-off el Andorra dejó fuera a la Unión Deportiva Ibiza con un marcador global de 3-0 quedando a una serie de volver a la categoría de plata. En la final el equipo del principado fue encuadrado con la Sociedad Deportiva Ponferradina, tras igualar a un gol en la ida celebrada en el nuevo estadio de Encamp, todo quedaba por definirse en Ponferrada, en ese juego un solitario gol de Lautaro de León fue suficiente para devolver al FC Andorra a la Segunda División un año después.
Al finalizar la temporada Beto Company abandonó el banquillo del equipo andorrano debido a que su contrato expiró,  ya que en enero había sido nombrado como un entrenador interino. En sustitución de Company se fichó a Ibai Gómez para encabezar el proyecto en la segunda categoría del fútbol español.
Luego de un acuerdo entre la Federación Andorrana de Fútbol, el gobierno nacional y el propio club el 26 de julio de 2025 el club aceptó establecerse en el estadio de Encamp ante las pocas posibilidades para tener una plena operación en el Estadi Nacional.

## Indumentaria
- Primera equipación: camiseta con azul marino con detalles blancos, pantalón mostaza y medias rojas.
- Segunda equipación: camiseta blanca con una línea tricolor en el centro, pantalón blanco y medias blancas.
- Tercera equipación: camiseta negra con mangas verde lima, pantalón negro y medias negras.
- Patrocinador: MoraBanc
- Firma deportiva: Nike

### Uniforme local
| 2019-2020 | 2020-2023 | 2023-2025 | 2025- |

### Uniforme vista
| 2022-2023 | 2023-2025 | 2025- |

### Uniforme tercera
| 2022-2023 | 2023-2024 | 2024- |

## Estadio
El Fútbol Club Andorra disputa sus partidos como local en el Estadio de la FAF, también conocido como Nuevo Estadio de Encamp, el cual cuenta con una capacidad para 5.600 espectadores, una cancha de césped híbrido y fue inaugurado en mayo de 2025. Se trata del recinto deportivo más grande del principado, además de ser el único que cumple con los requerimientos solicitados para las competiciones de fútbol profesional español.
Entre 2021 y 2025 el Fútbol Club Andorra disputaba sus partidos como local en el Estadi Nacional, el cual cuenta con una capacidad para 3.306 espectadores, una cancha de césped artificial y fue inaugurado en noviembre de 2014. Al finalizar la temporada 2023-24 el club anunció que planeaba abandonar el Nacional debido al final del convenio firmado con el Gobierno de Andorra, propietario del estadio, y debido a que las autoridades andorranas decidieron instalar césped artificial en el recinto para extender su uso a otros deportes, lo que lo convirtió en una sede inviable para el fútbol profesional español. Sin embargo, el equipo logró firmar un nuevo convenio para permanecer en el estadio otros dos años, el cual finalizó en 2025, lo que significó la salida del club del Nacional luego que el gobierno andorrano decidiera apoyar al rugby como el deporte principal en el estadio de Andorra la Vieja, esta decisión hizo que el gobierno andorrano mediara entre la federación de fútbol y el club para hacer posible el traslado del equipo a Encamp.

## Entrenadores
- Luis Aloy[33]
- Emilio Larraz (2000–2002)[34][35][36]
- Emilio Larraz (2005)[37]
- Richard Imbernón (?–diciembre de 2011)[38]
- Justo Ruiz (diciembre de 2011–octubre de 2016)[38][39]
- Emili Vicente (octubre de 2016–mayo de 2017)[40][41]
- Eloy Casals y Richard Imbernón (interino- mayo de 2017–junio de 2017)[42][43]
- Marc Castellsagué (junio de 2017–diciembre de 2017)[44][45][46]
- Eloy Casals (interino- enero de 2018)
- Candi Viladrich (enero de 2018–mayo de 2018)[47][48]
- Richard Imbernón (junio de 2018–diciembre de 2018)[49][1]
- Gabri (diciembre de 2018–febrero de 2020)[1]
- Nacho Castro (febrero de 2020–enero de 2021)[50]
- Eder Sarabia (enero de 2021–marzo de 2024)[51][52]
- Ferran Costa Pinazo (marzo de 2024–febrero de 2025)
- Beto Company (febrero de 2025–junio de 2025)
- Ibai Gómez (julio de 2025–actualidad)

## Palmarés

### Torneos nacionales
| Competición nacional               | Títulos           | Subcampeonatos    |
| ---------------------------------- | ----------------- | ----------------- |
| Primera Federación (0/1)           |                   | 2021-22.          |
| Segunda División B de España (0/1) |                   | 1988-89 (Gr. II). |
| Tercera División de España (1/0)   | 1979-80 (Gr. IV). |                   |

### Torneos regionales
| Competición regional   | Títulos                            | Subcampeonatos    |
| ---------------------- | ---------------------------------- | ----------------- |
| Copa Cataluña (3/0)    | 1993-94, 2022-23, 2023-24          |                   |
| Primera Catalana (1/0) | 2018-19 (Gr. I).                   |                   |
| Segunda Catalana (2/1) | 1970-71 (Gr. II), 2014-15 (Gr. V). | 2011-12.          |
| Tercera Catalana (0/2) |                                    | 2005-06, 2010-11. |

## Estadísticas del club
- Temporadas en Segunda: 2.
- Temporadas en Primera Federación/Segunda B: 18.
- Temporadas en Tercera: 6.